# Ribadeo (stacja kolejowa)
Ribadeo – stacja kolei wąskotorowej FEVE w Ribadeo, w Galicji, w Hiszpanii.
| Ribadeo                                |  |                           |
| Linia Ferrol - Oviedo/Gijon (146,3 km) |  |                           |
| Rinloodległość: 4,9 km                 |  | Vegadeo odległość: 6,7 km |